# Kankakee
Kankakee è una città degli Stati Uniti d'America, situata nella Contea di Kankakee, nello Stato dell'Illinois.
Nel 1908 vi nacque l'attore Fred MacMurray.